# Kontrahierungszwang
Der Kontrahierungszwang (auch Abschlusszwang) beschreibt die gesetzlich auferlegte Rechtspflicht einer Partei, das vertragliche Angebot der anderen Partei anzunehmen und ein Rechtsverhältnis zu festgelegten Bedingungen zu begründen. Beispielsweise werden Fahrgäste im Rahmen des Kontrahierungszwangs von den Verkehrsbetrieben grundsätzlich deshalb nur nach den Bedingungen des öffentlichen Tarifs befördert; ein gesetzlicher Krankenversicherer muss andererseits jedem Interessenten, unabhängig von dessen Gesundheitszustand, ein Angebot zur Absicherung machen.

## Bedeutung
Kontrahierungszwang leitet sich aus dem Wort Kontrakt, entspricht Vertrag, ab (contractus). Kontrahierungszwang bedeutet für eine Partei die Verpflichtung, einen Vertrag abschließen zu müssen. Hierdurch wird das Prinzip der Vertragsfreiheit beschränkt. Kontrahierungszwänge sind nur in Ausnahmefällen zulässig, die der Daseinsvorsorge dienen, etwa  Stromlieferverträge. In diesen Fällen besteht für den Nutzer der öffentlich-rechtliche Anschluss- und Benutzungszwang.

## Fälle gesetzlichen Kontrahierungszwangs
- Apotheken müssen ärztliche Verordnungen in einer der Verschreibung angemessenen Zeit – in der Regel unverzüglich – beliefern (§ 17 Abs. 4 Apothekenbetriebsordnung). Bei für den Abgebenden erkennbaren Irrtümern, mangelnder Lesbarkeit oder sonstigen Bedenken darf eine Abgabe nicht erfolgen, bevor die Unklarheit, in der Regel durch Rücksprache mit dem verschreibenden Arzt, Zahnarzt oder Tierarzt, beseitigt worden ist. Bei einem erkennbaren Missbrauchsverdacht ist die Abgabe ebenfalls zu verweigern (§ 17 Abs. 8 Apothekenbetriebsordnung).
- Im Bereich des Pflichtversicherungswesens, beispielsweise bei der Kfz-Haftpflichtversicherung (privat) oder in den Zweigen des gesetzlichen Sozialversicherungssystems (gesetzlich), besteht Kontrahierungszwang kraft Gesetzes.
- Kapitalgesellschaften haben nach § 325 ff. HGB die Pflicht, ihren Jahresabschluss gegenüber dem Betreiber des Bundesanzeigers offenzulegen. Hieraus ergibt sich die Verpflichtung, mit der Bundesanzeiger Verlag GmbH, welche eine private Gesellschaft ohne staatliche Beteiligung ist, einen Vertrag zu schließen, bei dem die AGB und insbesondere das Preisverzeichnis des Verlages einbezogen werden.
- Ein Unternehmen mit marktbeherrschender Stellung kann nach dem Kartellrecht (Gesetz gegen Wettbewerbsbeschränkungen) verpflichtet sein, Verträge zu schließen (z. B. ist die GEMA – ein privater Verein kraft staatlicher Verleihung mit einer Quasi-Monopolstellung – verpflichtet, Musiknutzern entsprechende Lizenzverträge anzubieten).
- Notare dürfen gemäß § 15 Abs. 1 Satz BNotO ihre Urkundstätigkeit nicht ohne ausreichenden Grund verweigern.

## Rechtsfolgen
Wird bei einem Kontrahierungszwang der Abschluss vom Anbieter verweigert, so kann dies eine sittenwidrige Schädigung darstellen, die nach § 826 BGB zum Schadensersatz verpflichtet. Hierfür muss jedoch eine monopolartige Machtstellung vorliegen, so dass das lebenswichtige Gut oder das Interesse nicht anderweitig (ohne besondere Aufwendungen) zu beschaffen oder zu wahren ist. Ferner darf keine Willkür in Verletzung von Art. 3 GG vorliegen. Als Rechtsfolge wird nach der Naturalrestitution die Annahme des Vertragsangebotes fingiert.